# Peromyia carinata
Peromyia carinata är en tvåvingeart som beskrevs av Jaschhof 2001. Peromyia carinata ingår i släktet Peromyia och familjen gallmyggor. Inga underarter finns listade i Catalogue of Life.